# ماسویل (ایلینوی)
ماسویل (به انگلیسی: Mossville) یک منطقهٔ مسکونی در ایالات متحده آمریکا است که در ایلینوی واقع شده‌است.